# Civitas Schinesghe
```
   |-
       |
Erro:
:  
valor não especificado para "
nome_comum
"

   |-
       | 
Erro:
:  
valor não especificado para "
continente
"
```

Civitas Schinesghe (em polonês/polaco:  Państwo Gnieźnieńskie), alternativamente Ducado da Polônia ou Principado da Polônia é o nome historiográfico dado a um sistema político na Europa Central, que existiu durante o período medieval e foi o estado antecessor do Reino da Polônia.

## Etimologia
Civitas Schinesghe, que significa "Estado de Gniezno", é o primeiro nome registrado relacionado à Polônia como entidade política, datado do ano 991 e atestado em uma regesta papal posterior chamada Dagome iudex de 1080. O documento afirma que o duque Piast Miecislau I  e sua esposa, Oda von Haldensleben, deram à Santa Sé a orientação de unam civitatem in integro, que vocatur Schinesghe ("um estado inteiro chamado Schinesghe").  
Embora o nome latino próprio para a Polônia, Polonia, que entrou em uso algum tempo depois, não seja explicitamente usado no documento, o nome Schinesghe presumivelmente refere-se a Gniezno, que foi um dos principais redutos gord da tribo eslava ocidental dos polacos. De acordo com a análise filológica, as letras "Sc" foram substituídas pela letra "K", portanto o registro original seria "Khinesghe" ou "Kninesne". Outra teoria postula o nome como uma latinização imperfeita de hrady knezske ou grody książęce, "gordes ducais". 

## História

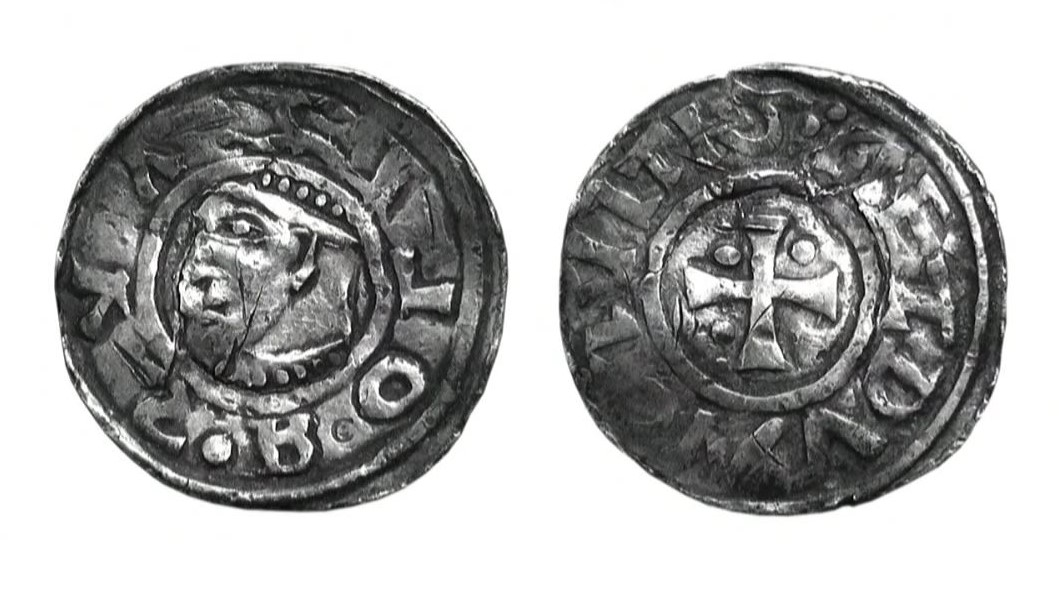
Moeda polonesa cunhada durante o reinado de Boleslau I, o Bravo, com a inscrição CIVITAS GNEZDVM, c. 992–1000

Em 966, Miecislau I, o governante dos polacos, aceitou o cristianismo através dos auspícios da Igreja Romana no Batismo da Polônia.  Segundo Gallus Anonymus, foi a primeira esposa de Mieszko, Doubravka, filha de Boleslau I, duque da Boêmia, quem convenceu o marido a se converter ao cristianismo. Além disso, o cronista Dietmar de Merseburgo atribuiu a conversão de Mieszko à influência de Doubravka. O Batismo também teve significado político e provavelmente pretendia aproximar o estado de Mieszko do Ducado da Boêmia e prevenir futuros ataques do Sacro Império Romano em uma tentativa de cristianizar as terras de Mieszko pela força. Posteriormente, o reino de Mieszko foi reconhecido pelo papado e aceito como parte da cristandade. Em 968, foi estabelecido um bispado missionário em Poznań. A regesta intitulada Dagome iudex definiu primeiro as fronteiras geográficas da Polônia com a sua capital em Gniezno e afirmou que o estado estava sob a proteção dos Papas. 
Após a morte de Miecislau I, seu filho mais velho, Boleslau I, o Bravo, tornou-se o próximo duque da Polônia em 992. Bolesław I rapidamente consolidou seu governo, expulsando sua madrasta, Oda, e seus meio-irmãos da Polônia. Ele também expandiu as fronteiras do antigo estado polonês ao tomar a Lusácia, a Morávia, a Alta Hungria e a Rutênia Vermelha .  Em 1000, organizou o Congresso de Gniezno e obteve o direito de investidura de Otão III, o Sacro Imperador Romano, que concordou com a criação de três bispados adicionais em Cracóvia, Kołobrzeg e Breslávia e uma arquidiocese em Gniezno. Durante o encontro dos dois governantes, Otto também concedeu a Boleslau I trajes reais e uma réplica da Lança Sagrada, que mais tarde foram usadas em sua coroação como o primeiro Rei da Polônia em 1025, quando Boleslau I recebeu permissão do Papa para sua coroação. João XIX, acontecimento que elevou a Polônia de ducado a reino. 

## Território

Polónia sob o governo de Miecislau I, c. 960–992

O Dagome iudex descreve as fronteiras do reino polonês: 
- sicuti incipit a primo latere longum mare, "já que começa no primeiro lado de um longo mar" (presumivelmente na costa da Pomerânia - no Mar Báltico)
- multa Bruzze "fim Bruzze" - "ao longo das fronteiras da Prússia" (área de assentamento dos Antigos Prussianos)
- usque in locum, qui dicitur Russe – "até um lugar chamado Rus" (a leste da Mazóvia)
- et fines Russe extendente usque in Craccoa – "A Rússia termina e se estende até Cracóvia"
- et ab ipsa Craccoa usque ad flumen Odde recte - "e de lá ao longo do rio Óder"
- in locum, qui dicitur Alemure, "em um lugar chamado Alemure" (às vezes identificado como Olomouc na Morávia ou possivelmente Oława na Silésia)
- et ab ipsa Alemura usque in terram Milze recte intra Oddere – "para as terras Milceni" (parte da Marca Imperial de Meissen)
- et exinde ducente iuxta flumen Oddera usque in predictam civitate Schinesghe. – "e desde as suas fronteiras ao longo do Oder até ao referido Schinesghe."